# Swissmetro
Swissmetro byl projekt bezdotykově magneticky uložené vysokorychlostní dráhy, zpočátku na území Švýcarska později i Evropy, která by jezdila v tunelech zbavených vzduchu až k technicky možné hranici vakua. 
Tím by bylo možné dosáhnout cestovní rychlosti vyšší než u dnešních pozemních rychlodrah, přes 500 km/h, při zachování snadné dostupnosti stanic v centrech měst. Vlakové soupravy Swissmetra by jezdily v minimálních intervalech 5 až 10 minut – jako u metra (dnešní takt rychlíkových železničních spojení mezi centry Švýcarska je půlhodinový).
Nicméně v Evropě se rychle rozvíjí vysokorychlostní železnice založená na konvenční soustavě kolo-kolejnice. Projekt Swissmetro je pro nedostatečnou podporu od listopadu 2009 v likvidaci.

## Výhody a projekt
Podzemní spojení by mělo radikálně zkrátit čas cestování mezi centry aglomerací, letišti a dopravními uzly. Centra Curychu a Ženevy by se přiblížila na něco přes půl hodiny, včetně zastávek v Bernu a Lausanne (dnes drahou nebo po dálnici kolem 3 hodin, letadlem obdobně), Curychu a Basileje na něco přes deset minut (dnes kolem hodiny).
Podzemní poloha má dále výhodu v tom, že dráha by nebyla slyšet a že by bylo možné se vyhnout dlouhodobým politickým procesům a vysokým finančním odškodněním pro zajištění trasy. Ochrana před hlukem a ochrana majetku, zakotvené v zákonech, jsou v hustě osídleném Švýcarsku z hlediska provozovatelů dopravních systémů jedním z hlavních problémů.
V letech 2004/2005 byly na ETH Lausanne projektem HISTAR (High Speed Train Aerodynamic Rig) zahájeny výzkum a testy, které mají za cíl připravit první etapu realizace (kolem roku 2020).

## Technologie
Swissmetro je koncipováno jako magnetická dráha ve dvojici jednosměrných tunelů, každý o průměru pouhých 5 metrů. Problém odporu vzduchu by byl vyřešen technicky zvládnutelným zředěním vzduchu v tunelech (vakuum). Tím by byla umožněna vysoká rychlost a nižší spotřeba energie (polovina než u tradiční železniční dráhy).
Vozy Swissmetra by byly poháněny lineárními elektrickými motory, které by spolu s magnetickým nosným a řídícím systémem zaručovaly bezdotekový let na polštáři magnetického pole rychlostí 500–600 km/h ve vakuu tunelů.

## Síť

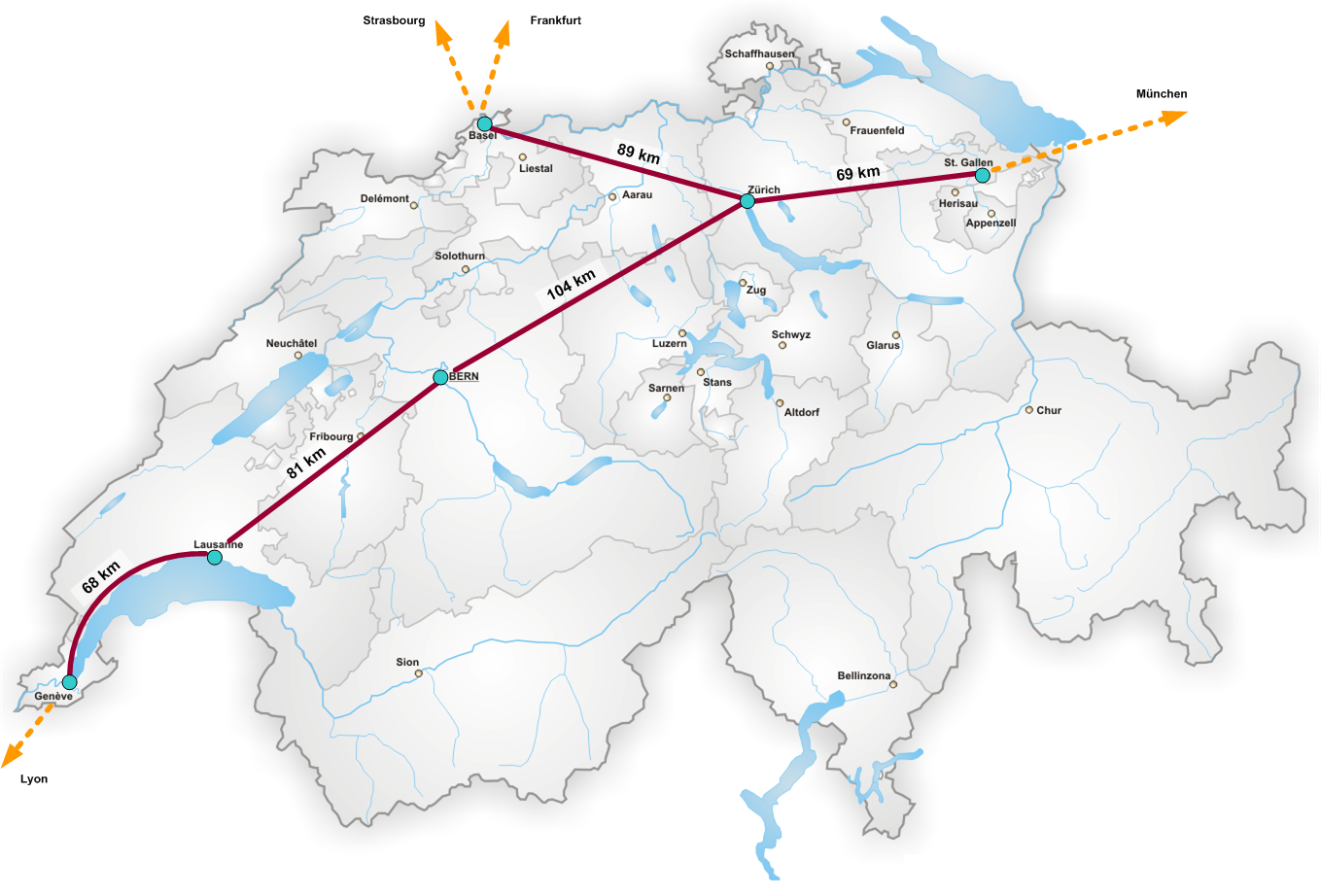
Návrh sítě Swissmetra z roku 2005

Projekt předpokládá zpočátku dvě hlavní linky. Spojení východ–západ, St. Gallen–Ženeva, a sever–jih, Basilej–Bellinzona (jedna z tradičních křižovatek Evropy). V druhé etapě by přišla spojení do Sionu a Churu (turismus a rozvoj regionů).
Jako pilotní trasa je plánováno spojení Basilej–Curych, s počátečním zkušebním provozem prvních 20 kilometrů, které by měly být realizovány v roce 2020.

## Eurometro
Další vizí, pokračováním Swissmetra, je Eurometro. Cesta Basilej–Hannover 1 1/2 hodiny (dnes letadlem 3 hodiny, ICE 5 hodin).
Zejména ale by šlo o dnes ještě zanedbávané spojení na ose západ–východ. Přímé spojení, s cestovní rychlostí kolem 600 km/h, Lyon–Mnichov by se zkrátilo na 1 hodinu 20 minut (dnes drahou 9 1/2 hodiny), Lyon–Vídeň na 2 1/4 hodiny (dnes drahou 12 1/2 hodin). Pomalejší spojení se zastávkami ve všech důležitých městech s cestovní rychlostí kolem 450 km/h by byla Lyon–Mnichov 2 hodiny 10 minut, Lyon–Vídeň 3 1/2 hodiny.
Další osy Eurometra by byly Madrid–Vídeň a Paříž–Řím.